# Fusil-mitrailleur léger Madsen
 (février 2025).
Si vous disposez d'ouvrages ou d'articles de référence ou si vous connaissez des sites web de qualité traitant du thème abordé ici, merci de compléter l'article en donnant les références utiles à sa vérifiabilité et en les liant à la section « Notes et références ».
Le fusil-mitrailleur Madsen ( Madsen Maskingevaer en danois)  fut la première mitrailleuse légère à être réellement efficace. Elle a été adoptée  par l'Armée danoise  grâce au futur Général W.H.O. Madsen en 1902 et construite en série de 1903 à 1955 environ.

## Présentation
Le Madsen 1902 ou 1904 possède une crosse en bois, un bipied repliable et un canon muni d'un manchon perforé. Il fonctionne par long recul du canon. Son chargeur est cintré et est introduit par le haut de la carcasse. L'arme est refroidie par air. Il existe des versions pour avion équipées de poignées-pistolets et alimentées par bande. Son fabricant est la Madsen-DISA. Les usines britanniques de la  Rexer Arms Company manufacturèrent des copies du Madsen de 1905 à 1908.

## Diffusion
Les Madsen ont servi dans une trentaine d'armées au cours du XXe siècle :
- Européennes
  -  Empire allemand ± 300 M1914 en 7,92 mm. Aussi utilisé comme arme de bord des Drachen.
  -  Reich allemand M1942 en 7,92 mm + armes de prises danoises, norvégiennes, polonaises et yougoslaves.
  -  Autriche-Hongrie ± 650 M1915 en  6,5 mm modifiés ensuite en 7,92 mm dont environ 25 montés sur avions. Plus usage d'armes de prises  italiennes et russes.
  -  Bulgarie M1915 et M1927 en 8 mm
  -  Danemark  M1904, M1916, M1919, M1924 et 1939 en 8 mm Krag/M1950, appelé aussi M1948,  en .30-06 US (parfois monté sur trépied)
  -  Espagne M1907 et M1922 en 7 mm Mauser
  -  Estonie M1925 et M1937 en .303 Britannique + Madsen finlandais (M1921 et M1923) de surplus en 7,62 Russe acquis en 1937.
  -  Finlande M1910, M1920, M1921 et M1923 en 7,62 Russe
  -  France  M 1915, 1919, 1922 et 1924 en 8mm Lebel.
  -  Irlande M1924 Monté sur les  8 chars légers L/60 et auto-mitrailleuses L/180 d'origine suédoise.
  -  Lituanie
  -  Norvège
  -  Pays-Bas
  -  Pologne
  -  Portugal M/930, 936 et 952 en .303 Anglais et modèles de M/936, 940 et 947 en 7,92 mm Mauser acquis entre 1930 et 1947  Fut monté aussi sur les  blindés légers comme l'Auto-Metralhadora-Daimler 4 x 4 Mod.F/64.
  -  Empire russe L' armée impériale russe acheta 1 250 Madsen M1904 pour la cavalerie et les déploya pendant la guerre russo-japonaise puis elle acquit des Madsen M1916 au cours de la Grande Guerre. L' armée de l'air impériale russe utilisa des Madsen pour équiper ses monoplans Morane-Saulnier G et Morane-Saulnier L.
  -  Tchécoslovaquie
  -  Union soviétique
  -  Royaume de Yougoslavie
- africaines
  -  Congo belge Utilisation par les troupes coloniales formant la Force publique.
  -  Maroc : En service chez les troupes chérifiennes et les auxiliaires marocains des Armées d'Afrique espagnole et française.
  -  Colonie du Natal Mitrailleuses Rexer employées par les troupes coloniales contre la Rébellion de Bambatha
  -  République du Rif : Armes de prises espagnoles et françaises utilisés par les tribus riffaines ralliés à Abdelkrim el-Khattabi.
- asiatique
  -  Chine impériale  M1904, Rexer et copies chinoises fabriquées dans  une usine de Canton à partir de 1909.
  -  République de ChineMadsen M1916, M1930 et M1937, toutes en 7,92 Mauser+Mitrailleuses Rexer[1] et copies  cantonaises fabriqués sous l'Empire Qing.
  -  Pays-Bas Indes orientales néerlandaises :  M1926 en 6,5 mm en service dans la KNIL.
  -  Indonésie : M1950 en .30-06 US
  -  Pakistan : M1947 en .303 Britannique
  -  Syrie française : En service dans l'Armée du Levant.
- et latino-américaines notamment au Mexique.

### Les Guerres du Madsen
Il fut ainsi utilisé au combat dans les conflits suivants :
- Guerre russo-japonaise
- Révolution mexicaine
- Première Guerre mondiale
- Guerre civile finlandaise
- Révolution russe
- Guerre civile russe
- Guerre soviéto-polonaise
- Guerre du Rif
- Révolte du Djebel druze
- Guerre du Chaco
- Guerre d'Espagne
- Seconde Guerre mondiale
- Première guerre indo-pakistanaise
- Guerres coloniales portugaises
- Révolution des Œillets